# 武田信勝
武田 信勝（たけだ のぶかつ）は、安土桃山時代の人物。甲斐武田家第18代当主。父は武田勝頼、母は美濃国衆・遠山直廉の娘で織田信長の養女である龍勝院。戦国大名としての甲斐武田家の最後の当主であると考えられている。

## 生涯
『甲陽軍鑑』に拠れば、信勝は永禄10年（1567年）11月1日、諏訪（武田）勝頼の長男として伊那高遠城に生まれたという。
甲斐武田氏は信玄期に信濃侵攻を行い、父の勝頼は信濃諏訪氏の娘を母とした信玄庶子として生まれ、諏訪庶流の高遠諏訪家を相続して高遠城主となっていた。武田氏は北信地域を巡り越後の上杉謙信と抗争していたが、永禄4年（1561年）の第四次川中島の戦いを機に北信をめぐる争いは収束し、尾張国の織田信長と友好的関係を築くなど外交方針が転換していた。永禄8年（1565年）10月には信玄嫡男の武田義信が謀反により廃嫡され（義信事件）、勝頼が武田家世子となる。
『甲陽軍鑑』によれば、信勝生母の龍勝院は奥美濃国衆の苗木遠山氏の出自で、母親は織田信長の実妹と推定されている。このころ遠山氏は尾張織田氏・甲斐武田氏の両属関係にあって、龍勝院は信長の養女として永禄8年（1565年）に武田家へ嫁ぎ、永禄10年（1567年）に信勝出産の際に死去したという。龍勝院の入嫁・信勝出生は『甲陽軍鑑』のみに記され、確実な文書上からは確認されていない。龍勝院の死去を元亀2年（1571年）9月16日とする資料もある。なお、『甲陽軍鑑』によれば、信勝誕生の際、生誕祝いに武藤喜兵衛（のちの真田昌幸）、山県昌景、土屋昌続らが使者に派遣され、信玄より即座に信勝と命名されたという。
元亀2年（1571年）に勝頼と信勝は甲府の躑躅ヶ崎館へ移っている。元亀4年（1573年）4月12日には信玄が死去し、『甲陽軍鑑』によれば信玄は遺言として自身の死の3年秘匿と信勝成人まで勝頼が陣代（後見）を務めることを命じたという。
勝頼期に武田氏は、天正3年（1575年）の長篠の戦いでの敗退、御館の乱後の甲越同盟の締結・甲相同盟の破綻を機に外交方針の再構築を行っているが、その一環として織田氏との和睦が試みられている（甲江和与）。
天正7年（1579年）11月16日に勝頼は信勝の元服準備を命じている。傳役は温井常陸介が付けられた。元服は同年末には行われたと推定され、更に翌天正8年（1580年）にかけて武田氏の一門や重臣の受領名や官途名の変更が一斉に行われていることから、元服と同時に武田氏の家督が信勝へと譲られたとする説もある。

『信長公記』『甲乱記』によれば、天正10年（1582年）2月、織田信長・徳川家康の甲斐侵攻（甲州征伐）が始まると、織田・徳川勢の攻勢、有力家臣の離反により武田領国は崩壊し、勝頼は3月3日に新府城を放棄して郡内領主の小山田信茂を頼るが、信茂の離反により3月11日には天目山の麓の田野で織田家臣の滝川一益に捕捉され、信勝は勝頼や家臣の跡部勝資・土屋昌恒らと自害したという。享年16。
信勝の首は、信長の命により長谷川宗仁の手で、京の一条大路の辻で父の勝頼らとともに梟首とされた。信勝の死によって新羅三郎義光から続く名門甲斐武田氏嫡流は滅亡した。

### 信勝没後の名跡
武田家の名跡は従弟の穴山勝千代（武田信治）が継ぎ、勝千代早世後は徳川家康の五男・武田信吉がその名跡を継ぐが、これも夭折したため断絶している。このため、武田の嫡流（男系）は武田信道（信玄の次男竜芳の子で、信勝の従弟に当たる）の系統の伊豆武田家と見なされ、紆余曲折の末にこの家系は高家として存続した。

## 関連作品
映画
- 影武者（1980年、黒澤プロダクション・東宝映画、演：油井孝太） - 武田竹丸
- 信虎（2021年、彩プロ、演：大八木凱斗） - 武田信勝（武王）

ドラマ
- 武田信玄（1988年、NHK大河ドラマ、演：黒田勇樹）

漫画
- レイリ（原作：岩明均、漫画：室井大資） - 主人公は武田信勝の影武者の一人となる少女。信勝は父の勝頼がコンプレックスを抱くほど軍才に長けた天才少年として描かれる。

ゲーム
- 婆裟羅2（2001年、ビスコ） - アーケード用シューティングゲーム。武田信勝が主人公。オーバーテクノロジーの戦国時代が舞台となっている。